# 長溝崖墓
長溝崖墓位於重慶市江津区柏林鎮，文物遺址年代為東漢，1992年3月19日列為重慶市第二批市級文物保護單位。2000年9月7日列為第一批重慶市文物保護單位。